# The Wonderful Widow of Eighteen Springs
The Wonderful Widow of Eighteen Springs (La maravillosa viuda de dieciocho primaveras, en inglés) es una canción para voz y piano cerrado de John Cage.  Fue compuesta a fines de 1942 y rápidamente se convirtió en un clásico menor en la obra de Cage. El texto era una versión reelaborada de un pasaje de Finnegans Wake de James Joyce. 

## Información general
La canción fue encargada por la cantante Janet Fairbank, quien luego se hizo conocida por ser una pionera en la música contemporánea. Cage eligió un pasaje de la página 556 de Finnegans Wake, un libro que compró poco después de su publicación en 1939.  La composición se basa, según el propio Cage, en las impresiones recibidas de aquel pasaje. The Wonderful Widow of Eighteen Springs marca el inicio del interés de Cage en Joyce y es la primera pieza entre muchas en las que utiliza el trabajo del escritor.
La línea vocal solo usa tres tonos, mientras que el piano permanece cerrado y el pianista produce sonidos al golpear la tapa u otras partes del instrumento de varias maneras (con sus dedos, con sus nudillos, etc.). Casi inmediatamente después de su composición, la canción se convirtió en una de las obras más interpretadas de Cage, y fue interpretada varias veces por el célebre dúo de Cathy Berberian y Luciano Berio. Cage luego compuso otra pieza para voz y piano cerrado, A Flower, y una pieza para acompañar a The Wonderful Widow of Eighteen Springs, llamada Nowth upon Nacht , también basada en el libro de Joyce.
En 1976, Robert Wyatt interpretó una versión en la división del LP Voices and Instruments atribuida a Jan Steele y John Cage, producida por Brian Eno y publicada en Obscure Records. 
En 1993, Joey Ramone realizó una versión de la compilación, Caged/Uncaged - A Rock/Experimental Homenaje a John Cage.

## Ediciones
- Edición Peters 6297. (c) 1961 por Henmar Press.